# إستيل تومسون
إستيل تومسون (بالإنجليزية: Estelle Thompson)‏ هي كاتِبة أسترالية، ولدت في 9 أكتوبر 1930 في غمبيا في أستراليا، وتوفيت في 28 مايو 2003.